# YouTube (canal)
YouTube (anteriormente conocido como YouTube Spotlight y YouTube on YouTube) es el canal oficial de YouTube, se utiliza para destacar videos y eventos en el sitio web de publicación de videos YouTube. Algunos de los eventos que se han llevado a cabo en el canal incluyen el Youtube Comedy Week y YouTube Music Awards. En el canal se publican videos que incluyen episodios de YouTube Nation y versiones anuales de YouTube Rewind.
El 2 de noviembre del 2013, YouTube Spotlight superó brevemente al canal PewDiePie, para convertirse en el canal con mayor número de suscripciones en el sitio. Ascendió a la primera posición por preseleccionarse como una opción de suscripción al realizar el registro de nuevos usuarios en Youtube. Durante el mes de diciembre del 2013, el canal y PewDiePie compitieron por la primera posición, hasta que PewDiePie logró asegurarla el 22 de diciembre. Hasta junio del 2025, el canal ha obtenido más de 43.5 millones de suscriptores y 2.60 mil millones de reproducciones.

## Videos

### YouTube Rewind
Desde el 2010, YouTube ha publicado cada año un video llamado YouTube Rewind a través de su canal Spotlight, todos los videos desde 2012 hasta 2018 han superado las 100 millones de reproducciones. Sin embargo, los videos publicados en el 2010 y 2011 tienen menos de 10 millones de reproducciones cada uno. La edición de Youtube Rewind de 2016 ha sido la más rápida en alcanzar las 100 millones de reproducciones, lográndolo en tan solo 3,2 días. Se trata del tercer video (no musical) más gustado de todos los tiempos con más de 2.75 millones de "me gusta".
El Youtube Rewind del año 2018 se convirtió el 13 de diciembre, solo 6 días después de su lanzamiento, en el video con más «no me gusta» de la plataforma, superando con 10,1 millones a la canción Baby de Justin Bieber.

### YouTube Nation
En enero del 2014, YouTube Nation fue publicado como un proyecto de colaboración entre YouTube y DreamWorks Animation. DWA supervisó la producción mientras que YouTube se encargaba de las ventas y mercadotecnia de las series. Youtube Nation es una serie noticiera que resume información del canal Spotlight, YouTube también promociona este programa a través del canal Spotlight, al principio de su historia, las series usaban como anfitriones a Grace Helbig, Hannah Hart y Mamrie Hart para ayudar a impulsar la serie y su audiencia.
Debido a la promoción regular en el canal Spotlight, YouTube Nation fue capaz de alcanzar 1 millón de suscriptores tres meses después de su lanzamiento. La serie fue nominada en la categoría de Mejores Noticias y Eventos Actuales en la cuarta edición de los Streamy Awards pero perdió ante SourceFed. Después de 350 episodios, la serie transmitió su último episodio el 5 de diciembre del 2014.

## Eventos

### Eventos semanales temáticos
En mayo del 2013, el canal Spotlight transmitió su evento Comedy Week producido por ChannelFlip. Durante el evento, YouTube utilizó su página principal para destacar videos de comedia específicos para el evento. El video de inicio de 2 horas llegó a tener 1.06 millones de reproducciones en septiembre del 2014. El evento recibió críticas mixtas, con la combinación particular de personalidades nuevas y tradicionales del medio, así como dificultades técnicas siendo examinado específicamente. El evento fue el primero de su tipo en relación con ser transmitido por YouTube, a pesar de que fue comercializado como el primer Comedy Week anual, no se ha sabido nada acerca de otro evento.
El 4 de agosto del 2013, YouTube lanzó "Geek Week", la cual fue iniciada por Freddie Wong en Estados Unidos, y Tomska en el Reino Unido. La semana estuvo compuesta por días temáticos, los cuales incluyeron Blockbuster Sunday, Global Geekery Monday, Brainiac Tuesday, Super Wednesday, Gaming Thursday y Fan Friday. El evento fue lanzado en conjunción con Nerdist en EUA y ChannelFlip en Reino Unido.

### #ProudToLove
Durante el mes del orgullo Gay (LGBT Pride Month) del 2013, el canal fue utilizado para brindar información y videos acerca del orgullo LGBT. Google, que posee YouTube, ha probado ser un campeón de los derechos de los homosexuales, un artículo en el blog oficial de YouTube fue adjuntado al evento.

### YouTube Music Awards
En noviembre de 2013, YouTube lanzó su primer presentación de los Music Awards, anunció sus nominaciones un mes antes, el evento de entrega de premios fue dirigido para crear tráfico a través de su formato para votar en las redes sociales. El evento fue transmitido en el canal Spotlight y ha llegado a más de 4.5 millones de reproducciones hasta septiembre del 2014. Las dificultades técnicas del evento y su gran cantidad de nominaciones a artistas mainstream, es decir corrientes, en vez de artistas pertenecientes a YouTube, estuvieron en el centro de recepción de críticas.